# Česká liga proti bolševismu

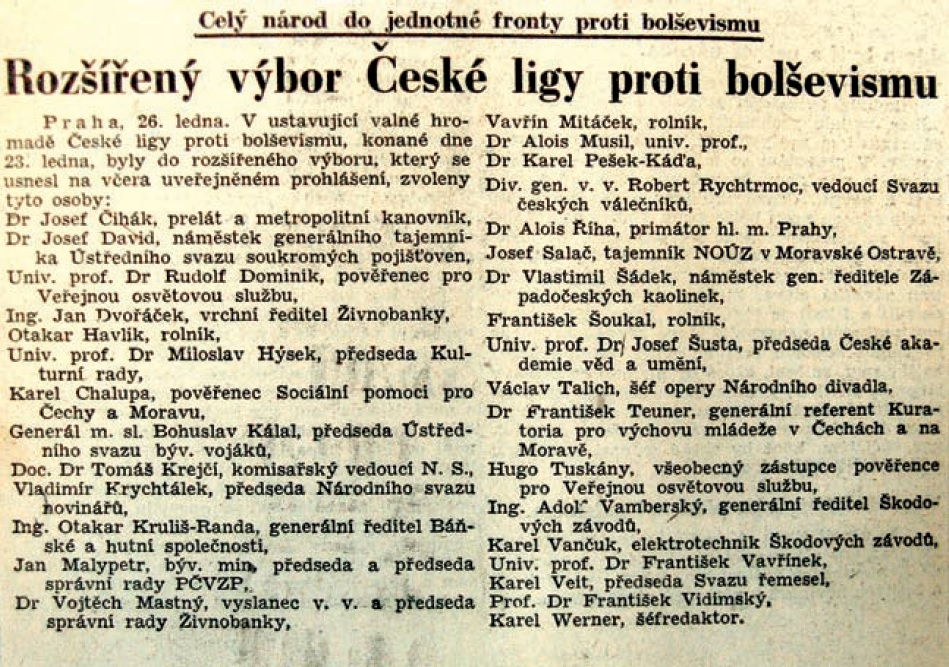
Členové výboru „Ligy proti bolševismu“

Česká liga proti bolševismu byla protektorátní organizace provádějící protisovětskou propagandu.

## Vznik a působení

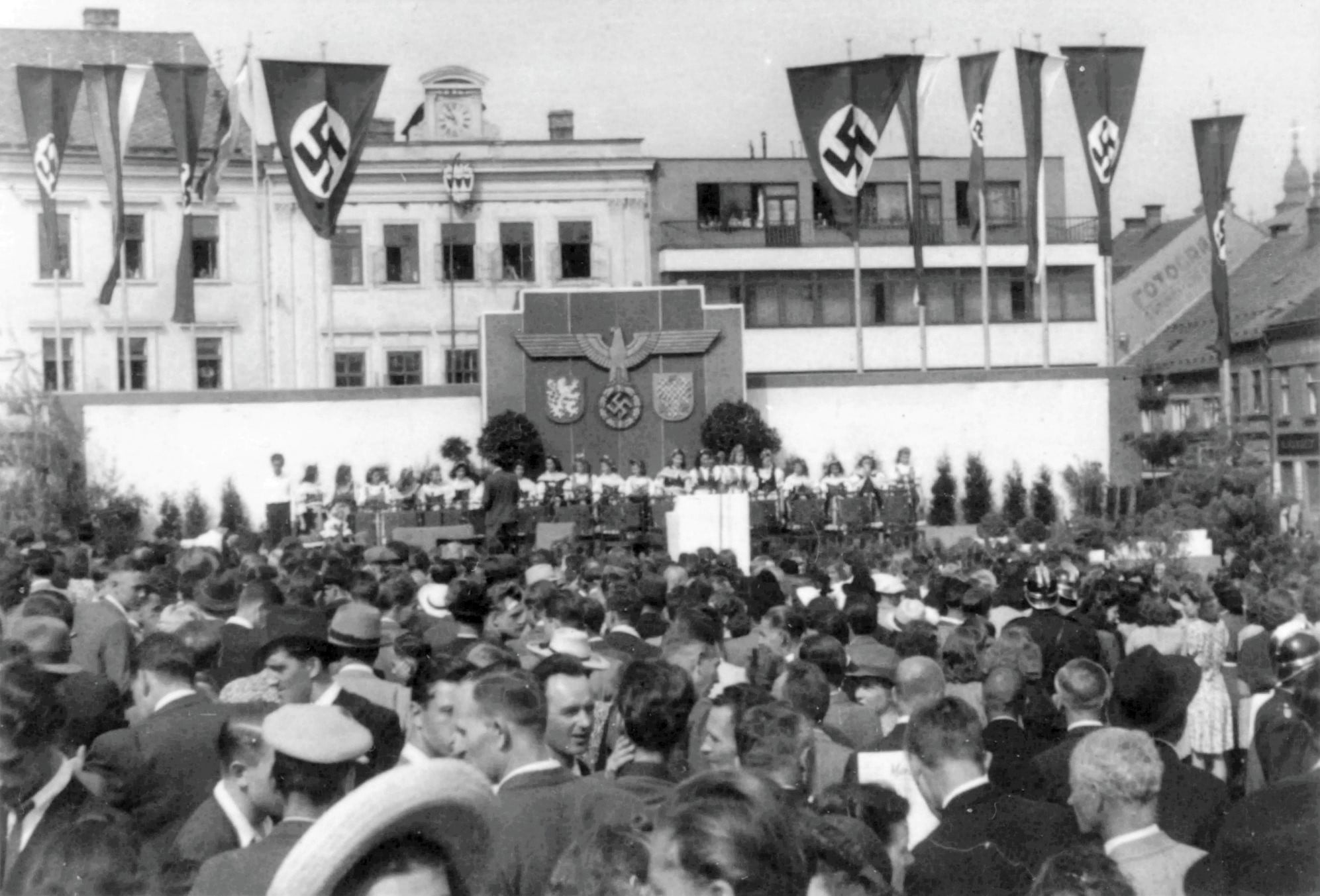
30. července 1944 Třebíč, Karlovo náměstí. Manifestace „Ligy proti bolševismu“

Byla založena 23. ledna 1944 v Praze s úlohou propagovat Německo jako zachránce evropské civilizace a dále rozvíjet protikomunistickou a protisovětskou propagandu. Oficiálním důvodem založení byl podpis československo-sovětské smlouvy o spojenectví v prosinci 1943. Organizace podléhala přímo Ministerstvu školství a národní osvěty, které vedl Emanuel Moravec.
Od svého založení do ledna 1945 Liga uspořádala 231 veřejných projevů a přednášek, vydávala také časopis Denní korespondence. Zanikla v květnu 1945.
Známým výsledkem práce Ligy je plakát Zachvátí-li Tě zahyneš, s motivem rudého pařátu se srpem a kladivem, sklánějícího se nad Pražským hradem, který se objevoval po celém území Protektorátu a na který obyvatelé připisovali My se nebojíme, my tam nebydlíme. Autorem plakátu byl Antonín Hradský. Plakát se také objevil ve filmu Ostře sledované vlaky.

## Osobnosti ve vedení Ligy
V čele Ligy stál od počátku profesor Josef Drachovský, Josef Bartoň z Dobenína, pravděpodobně synovec majitele zámku v Novém Městě nad Metují, Josef Kliment a Karel Röhlich. Jedním ze zakladatelů byl také politik Jan Malypetr. Řada členů výboru byla ke členství v podstatě donucena, mezi nimi například Václav Talich nebo Josef Šusta či Karel Pešek, ale část členů výboru pracovala v lize s nadšením, například Vladimír Krychtálek, Robert Rychtrmoc, Hugo Tuskány nebo František Teuner. Dne 21. ledna 1945 byl předsedou jmenován dělník BMM Antonín Liška.
V lednu byli jako členové výboru ČLPB uváděni mj. Josef Čihák, Josef David, Rudolf Dominik, Jan Dvořáček, Otakar Havlík, Miloslav Hýsek, Karel Chalupa, Bohuslav Kálal, Vladimír Krychtálek, Otokar Kruliš-Randa, Jan Malypetr, Vojtěch Mastný, Alois Musil, Karel Pešek – Káďa, Robert Rychtrmoc, Alois Říha, Vlastimil Šádek, Josef Šusta, Václav Talich, František Teuner, Hugo Tuskány, Adolf Vamberský, František Vavřínek, František Vidimský a Karel Werner.